# Флинн, Майкл (учёный)
Майкл Флинн (англ. Michael J. Flynn; род. 20 мая 1934, Нью-Йорк) — профессор Стэнфордского университета, сооснователь Palyn Associates (совместно с Максом Пэли) и президент компании Maxeler Technologies. Автор «Таксономии Флинна», которую предложил в 1966 году и расширил в 1972 году. Лауреат множества премий и наград за большой вклад в развитие электроники и компьютерных архитектур. Автор пяти книг и нескольких сотен статей.
С 1955 года работал в компании IBM, где занимался вопросами организации компьютера. Он был менеджером проекта по разработке прототипа ЭВМ IBM7090. Так же он руководил разработкой и созданием компьютеров моделей компьютеров 91/92/95 серии IBM System/360. Эти 90-е модели в семействе IBM S/360 были самыми крупными и самыми производительными.
В 1961 году Флинн получил учёную степень доктора наук, а в 1975 году стал профессором Стэнфордского университета.
В 1992 году ему была присуждена премия им. Экерта и Мокли, а 1995 году он получил Мемориальную премию Гарри Гуда.

## Книги
- Shlomo Waser and Michael J. Flynn. "Introduction to Arithmetic for Digital Systems Designers. " Holt, Rinehart, and Winston, New York, 1982 ISBN 0-03-060571-7
- M. J. Flynn, N. R. Harris, and D. P. McCarthy, Editors. "Microcomputer System Design: Lecture Notes in Computer Science. " Dublin, 1981, Springer-Verlag, 1984, ISBN 3-540-11172-7
- Jerome C. Huck and Michael J. Flynn. "Analyzing Computer Architectures. " IEEE Computer Society Press, New York, 1989, ISBN 0-8186-8857-2
- Michael J. Flynn. "Computer Architecture: Pipelined and Parallel Processor Design " Jones and Bartlett, Boston, 1995, ISBN 0-86720-204-1
- Michael J. Flynn and Stuart Oberman. «Advanced Computer Arithmetic Design.» John Wiley and Sons, New York, 2001, ISBN 0-471-41209-0